# Juzefs Petkēvičs
Juzefs Petkēvičs, ros. Юзеф Петкевич (ur. 19 grudnia 1940 w Rydze, zm. 1 maja 2024 tamże) – łotewski szachista polskiego pochodzenia, arcymistrz od 2002 roku.

## Kariera szachowa
Wielokrotnie triumfował w mistrzostwach Łotwy, m.in. w 1967, 1974 i 1985. W roku 1988 zdobył w Krynicy brązowy medal drużynowych mistrzostw Polski (w barwach klubu Polonia Warszawa), natomiast w 1989 w Miętnych zajął III miejsce w mistrzostwach Polski w szachach błyskawicznych. W 1994 zdobył brązowy medal indywidualnych mistrzostw Łotwy. Największy sukces w karierze osiągnął w roku 2002, zdobywając w Naumburg (Saale) tytuł mistrza świata "weteranów" (zawodników pow. 60 roku życia) i dzięki temu otrzymując tytuł arcymistrza. W latach: 1994, 1996 i 1998 trzykrotnie reprezentował barwy swojego kraju na szachowych olimpiadach.
Wielokrotnie startował w turniejach międzynarodowych, sukcesy osiągając m.in.: w Zabrzu (1977, II m. za Rainerem Knaakiem), Rzeszowie (1977, II m. za Jerzym Pokojowczykiem), Łodzi (1979, I–II m. wraz z Ivanem Farago), Słupsku (1979, II m. za Giennadijem Timoszczenko), Warszawie (1987, II m. za Zbigniewem Jaśnikowskim), Kongens Lyngby (1990, I–III m. z Loekiem van Wely i Leonidem Jurtajewem), Espoo (1991, I–IV m. wraz z m.in. Janem Przewoźnikiem), Sankt Petersburgu (1997, II–III m. za Leonidem Jurtajewem) oraz w Wiśle (1999, I–II m. wraz z Pawłem Jaraczem).
Najwyższy ranking w karierze osiągnął 1 stycznia 1988 r., z wynikiem 2465 punktów dzielił wówczas 75-80. miejsce wśród radzieckich szachistów.